# Witalij Andrejkiw
Witalij Mykolajowytsch Andrejkiw (ukrainisch Віталій Миколайович Андрейків; * 3. Januar 1996 in Lwiw) ist ein ukrainischer Eishockeyspieler, der seit 2022 erneut bei Zagłębie Sosnowiec in der Polska Hokej Liga unter Vertrag steht.

## Karriere
Witalij Andrejkiw begann seine Karriere als Eishockeyspieler in der Jugendabteilung von Sewerstal Tscherepowez in Russland. 2013 wechselte zu Molodaja Gwardija Donezk, dem Nachwuchsteam des HK Donbass Donezk in die Molodjoschnaja Chokkeinaja Liga. Dort blieb er allerdings nur ein Jahr und wechselte dann nach Polen, wo er zunächst für Polonia Bytom und dann für Zagłębie Sosnowiec in der Ekstraliga auf dem Eis stand. Im Februar 2016 wechselte er in die Ukraine zurück, wo er beim HK Krementschuk in der ukrainischen Eishockeyliga die Saison beendete. Die Folgespielzeit begann er bei Kristall Saratow in der russischen Wysschaja Hockey-Liga, kehrte aber Anfang 2017 zum HK Krementschuk zurück. Seit Saisonbeginn 2017 spielte er bei Kulager Petropawl in der kasachischen Eishockeymeisterschaft. Nach weiteren Stationen in Kasachstan kehrte er im Januar 2021 in die Ukraine zurück und beendete die Saison beim HK Sokil Kiew. Die Folgespielzeit verbrachte er beim HK Donbass Donezk, bevor er sich im Sommer 2022 erneut Zagłębie Sosnowiec aus Polen anschloss.

### International
Für die Ukraine nahm Andrejkiw bereits an den U18-Weltmeisterschaften 2013 und 2014 in der Division I sowie den U20-Weltmeisterschaften 2014, 2015 und 2016 ebenfalls in der Division I teil.
Sein Debüt in der Herren-Nationalmannschaft gab er im Februar 2016 mit 20 Jahren in der Qualifikation für die Olympischen Winterspiele in Pyeongchang 2018. Obwohl die Ukrainer in der ersten Qualifikationsrunde knapp an Japan scheiterten, wurde er auch für das Turnier der Gruppe B der Division I der Weltmeisterschaft 2016 nominiert und erreichte mit seinem Team den Wiederaufstieg in die Gruppe A der Division I. Auch bei der Weltmeisterschaft 2022 spielte er in der Division I.

## Erfolge
- 2016 Aufstieg in die Gruppe A der Division I bei der Weltmeisterschaft der Division I, Gruppe B